# Svenzea cristinae
Svenzea cristinae är en svampdjursart som beskrevs av Alvarez, van Soest och Rützler 2002. Svenzea cristinae ingår i släktet Svenzea och familjen Dictyonellidae.
Artens utbredningsområde är havet utanför Belize. Inga underarter finns listade i Catalogue of Life.